# Бенш
Бенш (фр. Binche, валлон. Bince) — місто Валлонії та комуна, розташована в бельгійській провінції Ено. Місцевий карнавал 2003 року проголошений шедевром усної і нематеріальної культурної спадщини людства, а 2008 року внесений до списку.

## Історія
За результатами Німвегенських мирних договорів у 1678—1679 роках Франція: отримувала від Іспанії Франш-Конте, міста Камбре, Бушен, Валансьєн, Конде-сюр-л'Еско, Мобеж, Іпр, Баве, Ер, Кассель, Баєль, Сент-Омер, Вервік, Варнетон; навзаєм повертала Іспанії міста Шарлеруа, Ауденарде, Бенш, Ат, Куртре, Гент.

## Пам'ятки
- Замок[en]
- Колегіата святого Урсмара
- Ратуша[fr]
- Карнавал[en]
- Пам'ятник незалежности

## Культура
- Музей карнавалу і масок.
- Бібліотека[3].
- Комунальний театр[4].

## Спорт
- Велогонка Бенш — Шіме — Бенш.
- Тенісний турнір.

## Інше
- Пивоварня «La Binchoise».

## Люди
- Марія I (штатгальтер Нідерландів)

## Світлини
|  |  |  |  |  |